# Tohi à queue verte
Pipilo chlorurus
 (mai 2012).
Si vous disposez d'ouvrages ou d'articles de référence ou si vous connaissez des sites web de qualité traitant du thème abordé ici, merci de compléter l'article en donnant les références utiles à sa vérifiabilité et en les liant à la section « Notes et références ».
Espèce
Statut de conservation UICN

 LC  : Préoccupation mineure
Le Tohi à queue verte (Pipilo chlorurus (Audubon, 1839)) est une espèce de passereau,appartenant à la famille des Passerellidae.

## Description morphologique
Ce passereau de 16 à 18 cm de longueur est plus petit que les autres membres du genre Pipilo. Il n'existe pas de dimorphisme sexuel chez cette espèce.
Son dos est vert-olive, la gorge et le ventre sont blancs, alors que la base du bec, les flancs, la poitrine et les joues sont gris souris. La tête présente une calotte de couleur fauve, que le Tohi à queue verte peut ériger comme une crête. Il y a une ligne plus claire, presque blanche, entre la base du bec et l'œil. Deux fines lignes sombres encadrent le blanc de la gorge. Le bec est sombre, avec des reflets métalliques.

## Comportement

### Locomotion
Il se déplace à terre par sautillements, en agitant souvent la queue et en érigeant de temps en temps les plumes de sa calotte rousse.

### Alimentation
Il trouve sa nourriture en grattant le sol.

### Relations sociales
Son chant, fort et joyeux, est une succession de notes peu détachées les unes des autres et des courtes trilles bourdonnantes. Il chante généralement depuis le sommet d'un buisson ou d'un jeune arbre. Le cri d'appel est un "miia" court et nasal ou des séries de doux "wip wip wip" un peu métalliques.

## Répartition et habitat
Il vit dans le chaparral, les zones arbustives à Artemisia tridentata, les zones boisées à Pinus-Juniperus, ainsi que dans les zones arbustives bordant les prairies alpines. Il préfère généralement les buissons bas, sous lesquels il se dissimule et recherche sa nourriture.
Son aire de répartition se trouve au sud et à l'ouest des États-Unis. Elle s'étend, à l'ouest, de l'Oregon jusqu'au sud de la Californie ; à l'est, on trouve cet oiseau du Grand Bassin jusqu'au Nouveau-Mexique.
Cet oiseau est un migrateur partiel. Alors que certains individus se contentent d'une migration altitudinale, d'autres iront hiverner en Arizona, au Texas, ou au Mexique.

## Systématique
Chlorurus, l'épithète de son nom binominal, vient du grec khloros qui signifie vert et ouros, qui a une queue, c'est-à-dire « à queue verte ».